# Associazione Sportiva Cisco Lodigiani 2004-2005
Questa voce raccoglie le informazioni riguardanti l'Associazione Sportiva Cisco Lodigiani nelle competizioni ufficiali della stagione 2004-2005.